# Wilhelm Tell (Schiller)
Wilhelm Tell ist das letzte fertiggestellte Drama von Friedrich von Schiller. Er schloss das Werk 1804 ab, im Paratext bezeichnete er es schlicht als „Schauspiel“. Am 17. März 1804 wurde das Drama am Weimarer Hoftheater uraufgeführt. Es nimmt den Stoff des Schweizer Nationalmythos um Wilhelm Tell und den Rütlischwur auf.

## Handlung
Schiller verwebt drei Handlungsstränge: Im Mittelpunkt steht die Sage von Wilhelm Tell mit dem Apfelschuss und der Erschiessung des Tyrannen Gessler, dem Vertreter Habsburgs, als einem Akt von Notwehr. Der geschichtliche Hintergrund wird durch die Handlung um den eidgenössischen Bund und die Befreiung der Schwyz (Schweiz) von der österreichischen Herrschaft gebildet. Die dritte Handlung wird durch die Liebesgeschichte der Berta von Bruneck mit Ulrich von Rudenz bestimmt, der sich mit seinem Volk versöhnt und ihm die Freiheit schenkt. Die letzten beiden Handlungsstränge verknüpfen sich am Schluss miteinander, während zwischen der Tell-Geschichte und dem anderen Geschehen nur eine lose Verbindung besteht.

### 1. Aufzug
(Szene 1) Mitten in der Schweiz, am hohen Felsenufer des Vierwaldstättersees. Das Eingangslied gibt implizit einen Schlüssel zu Tells Charakter. Der Hirte Kuoni, der Jäger Werni und der Fischer Ruodi erörtern ein aufziehendes Unwetter, als ein Flüchtling erscheint: Konrad Baumgarten. Habsburgische Söldner verfolgen ihn, weil er Wolfenschießen, den Burgvogt von Unterwalden, erschlagen hat, der ihm die Frau hatte schänden wollen. Wilhelm Tell tritt hinzu, und alle bestürmen den Fischer, den Flüchtling über den See zu rudern, doch der kennt den starken Föhnsturm und weigert sich. Nun wagt es Tell, mit Erfolg. Zur Vergeltung verheeren die eintreffenden Verfolger Hütten und Herden.
(Szene 2) In Schwyz bewegt die Großbäuerin Gertrud Stauffacher ihren Mann nach einem langen Gespräch, sich mit anderen „Gleichgesinnten“ zu verbünden und der habsburgischen Tyrannei entgegenzutreten. So beschließt Stauffacher zu seinen Freunden zu reisen, die sich ebenso unterdrückt fühlen wie er.
(Szene 3) In Uris Hauptort Altdorf leisten Bauern und Handwerker Frondienst: Eine habsburgische Zwingburg, die Zwing-Uri, soll zur Beendung der alten Reichsfreiheit der Innerschweizer Orte errichtet werden. Stauffacher versucht Tell vergeblich zu überreden, sich ihm gegen die habsburgische Tyrannei anzuschließen. Der Hut des Vogtes Hermann Gessler wird auf die Stange gesteckt, den alle wie den Landvogt ehren sollen.
(Szene 4) Der Schwyzer Werner Stauffacher, der junge Unterwaldner Arnold von Melchtal, geflüchteter Sohn eines willkürlich beraubten und gewaltsam geblendeten Bauern, und der greise Urner Walter Fürst verbünden sich zur Vorbereitung eines gemeinsamen Aufstandes ihrer Kantone.

### 2. Aufzug
(Szene 1) Zeigt die Uneinigkeit des eingesessenen Adels: Der bejahrte Freiherr von Attinghausen äußert Verständnis für den Unmut im Volk, sein junger Neffe Ulrich von Rudenz hingegen ergreift Partei für die Sache Habsburgs: „Nein Oheim! Wohltat ist’s und weise Vorsicht | in diesen Zeiten der Parteiung | sich anzuschließen an ein mächtig Haupt.“
(Szene 2, eine Kernszene) Verschworene aus Uri, Schwyz und Unterwalden versammeln sich unter einem Mondregenbogen zum gemeinsamen Schwur auf dem Rütli, unter ihnen Fürst, Stauffacher und Melchthal, nicht jedoch Tell. Unter der Leitung des Alt-Landammanns Itel Reding bilden sie eine Landsgemeinde und begründen die Eidgenossenschaft – sozusagen die erste kontinentaleuropäische verfassunggebende Versammlung. Sie beschließen die Vertreibung der habsburgischen Besatzungsmacht und stimmen über Einzelheiten des Planes ab.

### 3. Aufzug
(Szene 1) Beginnt auf Tells Hof, charakteristischerweise repariert er seine Pforte selbst („Die Axt im Haus erspart den Zimmermann“). Er bricht mit Walther, seinem älteren Sohn, nach Altdorf auf – vergebens versucht seine Gattin Hedwig, ihn zurückzuhalten, da sie Schlimmes ahnt.
(Szene 2) Das Ritterfräulein Berta von Bruneck gewinnt während einer Hofjagd Ulrich von Rudenz für die eidgenössische Sache.
(Szene 3, dramatischer Höhepunkt) Tell grüßt nicht den vom Landvogt Hermann Gessler aufgesteckten Hut und wird von dessen Bütteln verhaftet. Gessler selbst tritt auf und zwingt ihn, vom Kopf des eigenen Sohnes zur Rettung beider Leben und für seine Freilassung einen Apfel zu schießen. Tell entnimmt seinem Köcher zwei Pfeile und trifft den Apfel. Der Frage des Vogtes, wozu der andere Pfeil bestimmt gewesen sei, weicht er zunächst aus. Gessler sichert ihm das Leben zu, was immer er antworte. Darauf sagt ihm Tell ins Gesicht, der zweite Pfeil sei für ihn gewesen, hätte er seinen Sohn getroffen. Gessler windet sich aus seiner Zusage hinaus und lässt ihn fesseln, um ihn einzukerkern.

### 4. Aufzug
(Szene 1) Tell konnte seinen Häschern während eines Seesturms entkommen und rettet sich mit einem Sprung an den Standort der Tellskapelle. Er lässt sich von einem Fischerknaben einen heimlichen Weg nach Küssnacht zeigen und tut dessen Vater kund, man werde noch von ihm hören.
(Szene 2) Der sterbende Attinghausen spricht im Kreis seines Gesindes und seiner Freunde aus, die Sonderstellung des Blutadels sei zu Ende: „Der Adel steigt von seinen alten Burgen | Und schwört den Städten seinen Bürgereid“; seine letzten Worte sind: „Seid einig – einig – einig“. Sein Neffe Rudenz tritt dem eidgenössischen Bund bei.
(Szene 3) In der Hohlen Gasse bei Küssnacht lauert Tell Gessler auf. Sein Monolog gibt das ihm höchsteigene Motiv zu diesem schweren Entschluss: dem unnatürlichen, „teuflischen“ Treiben des Vogtes ein Ende zu setzen; Tells Pfeil tötet Gessler, als dieser gerade die Bittstellerin Armgart überreiten will.

### 5. Aufzug
(Szene 1) Die Zwingburg in Altdorf wird geschleift, gemeinsam erretten der Adelige Rudenz und der Bauernsohn Melchthal Berta aus dem Verlies. Dann trifft eine Nachricht von Johannes Müller ein: Der habsburgische König Albrecht sei von seinem Neffen Johannes Parricida ermordet worden, da er diesem sein Erbe hatte vorenthalten wollen. Gerade dieser König aber hatte die verbriefte Reichsunmittelbarkeit der Schweizer missachtet, um sie zu habsburgischen Lehnsleuten zu machen.
(Szene 2) Tells Frau wirft ihm vor, das Leben seines Kindes gefährdet zu haben. Der flüchtige Parricida tritt auf und bittet den Tyrannenmörder Tell um Beistand. Tell weist auf den großen Unterschied beider Taten hin: „Darfst du der Ehrsucht blutge Schuld vermengen | mit der gerechten Notwehr eines Vaters?“. Er bewegt ihn, in Rom dem Papst die „grässliche“ Tat zu beichten.
(Szene 3) Das Volk strömt herbei und bejubelt Tells Tat. Ihn selbst lässt Schiller, der Meister der Dramenschlüsse, hier ganz zurücktreten; er endet vielmehr damit, die Frauen und die Unfreien einzubeziehen: Berta von Bruneck verbindet sich mit Rudenz: „So reich ich diesem Jüngling meine Rechte, | Die freie Schweizerin dem freien Mann!“ Rudenz’ Antwort beschließt das Stück: „Und frei erklär ich alle meine Knechte.“

Darstellung der Personen in der Schiller-Galerie (1859): Stahlstiche nach Vorlagen von Friedrich Pecht
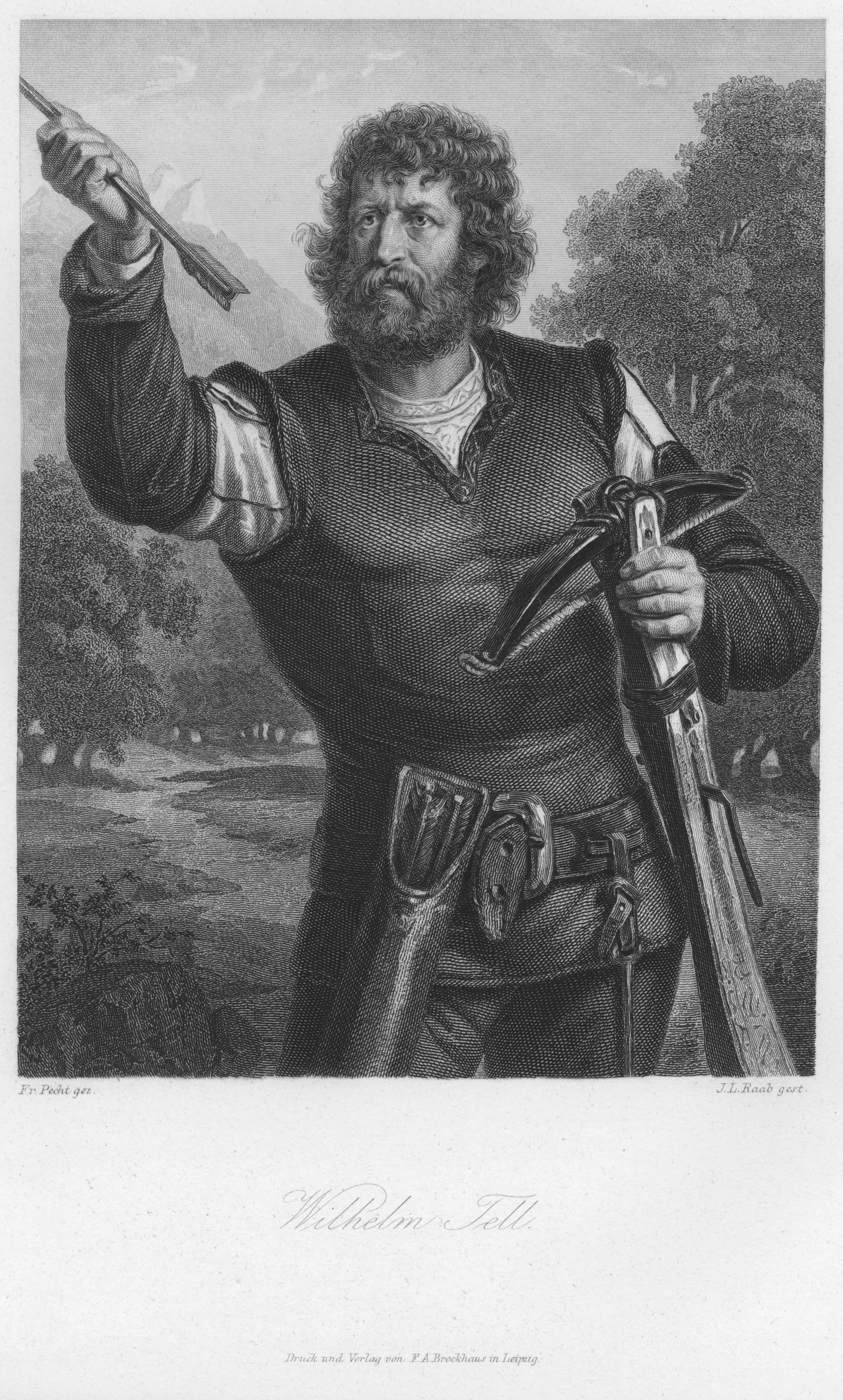
Wilhelm Tell
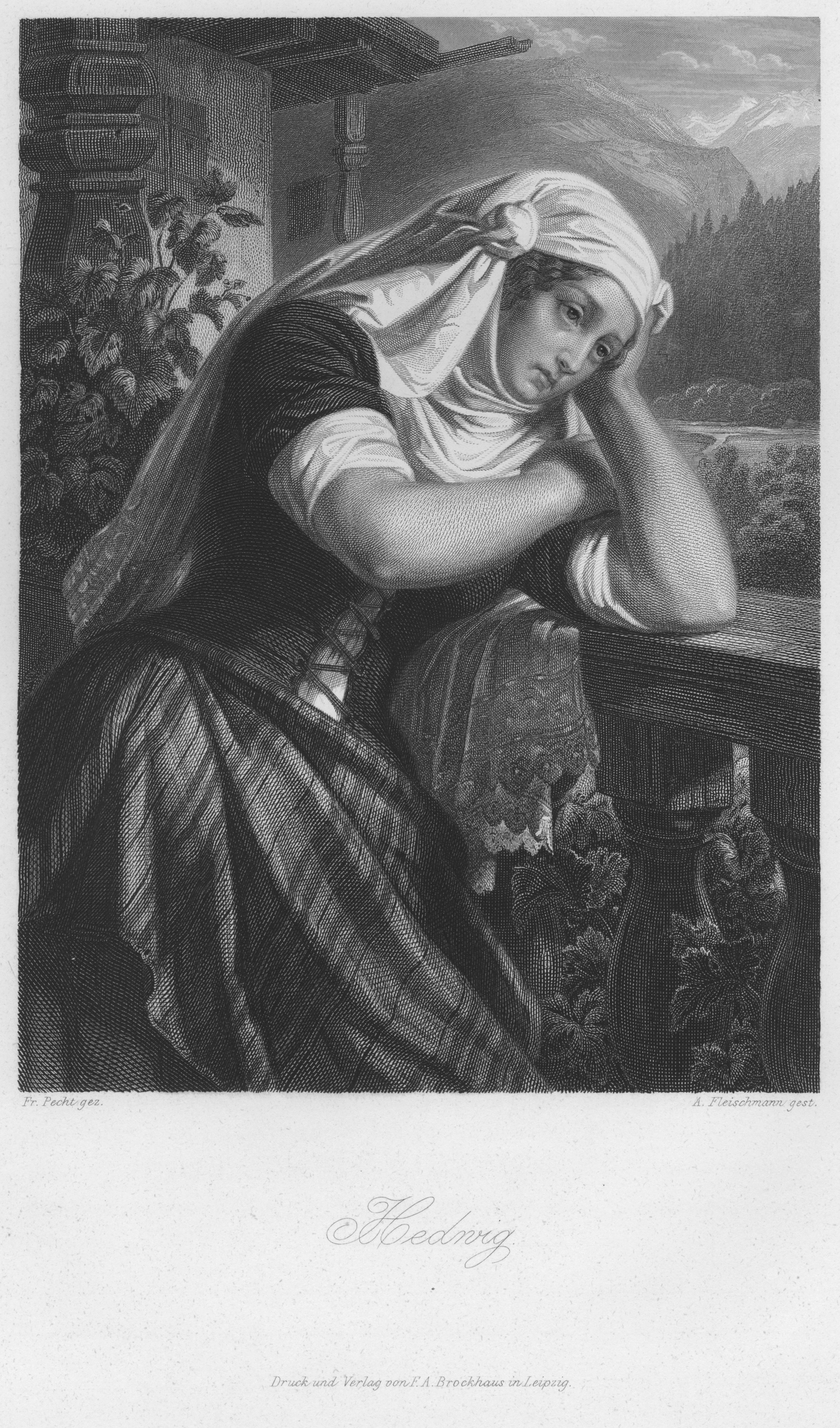
Hedwig
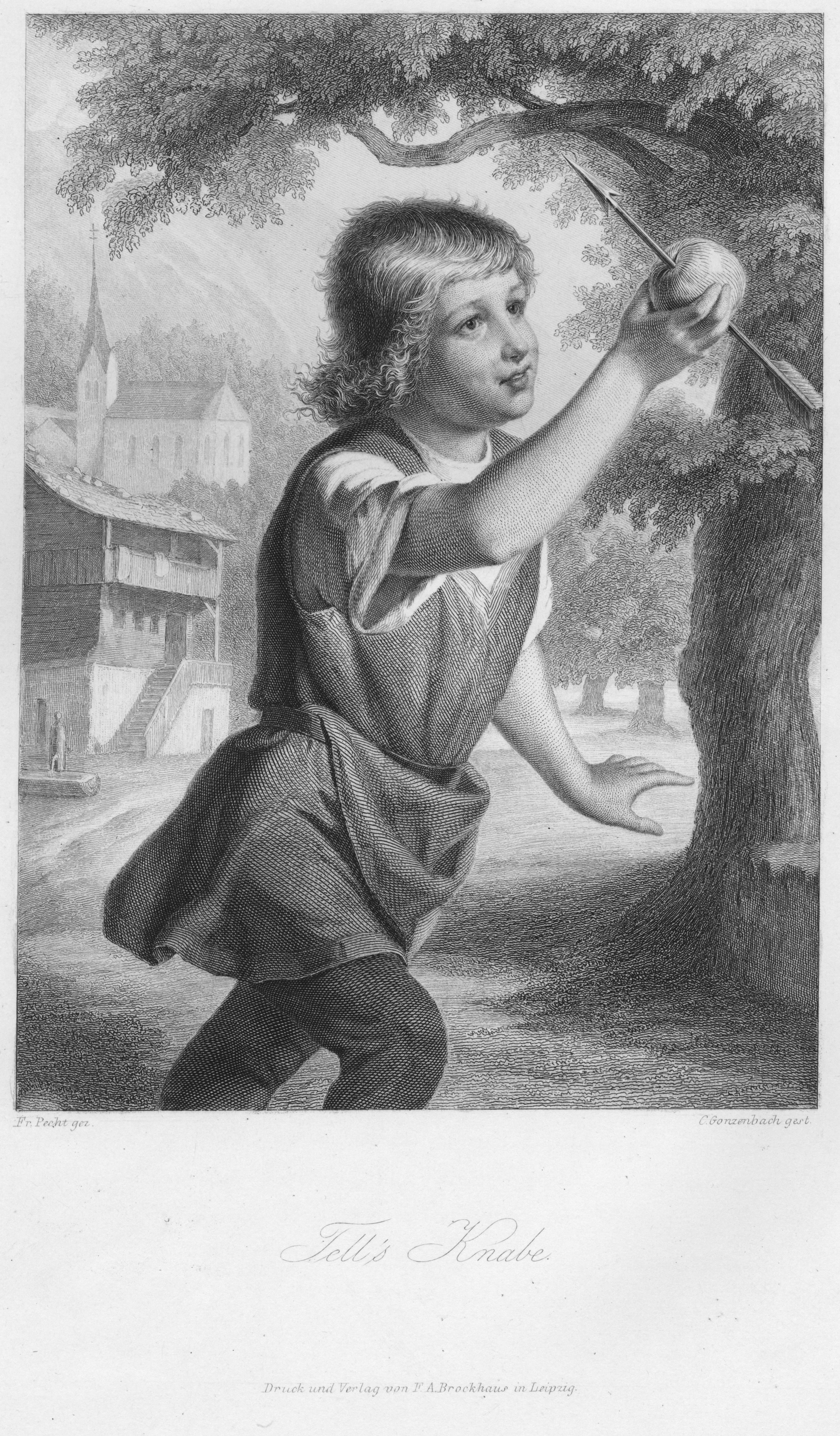
Tell’s Knabe
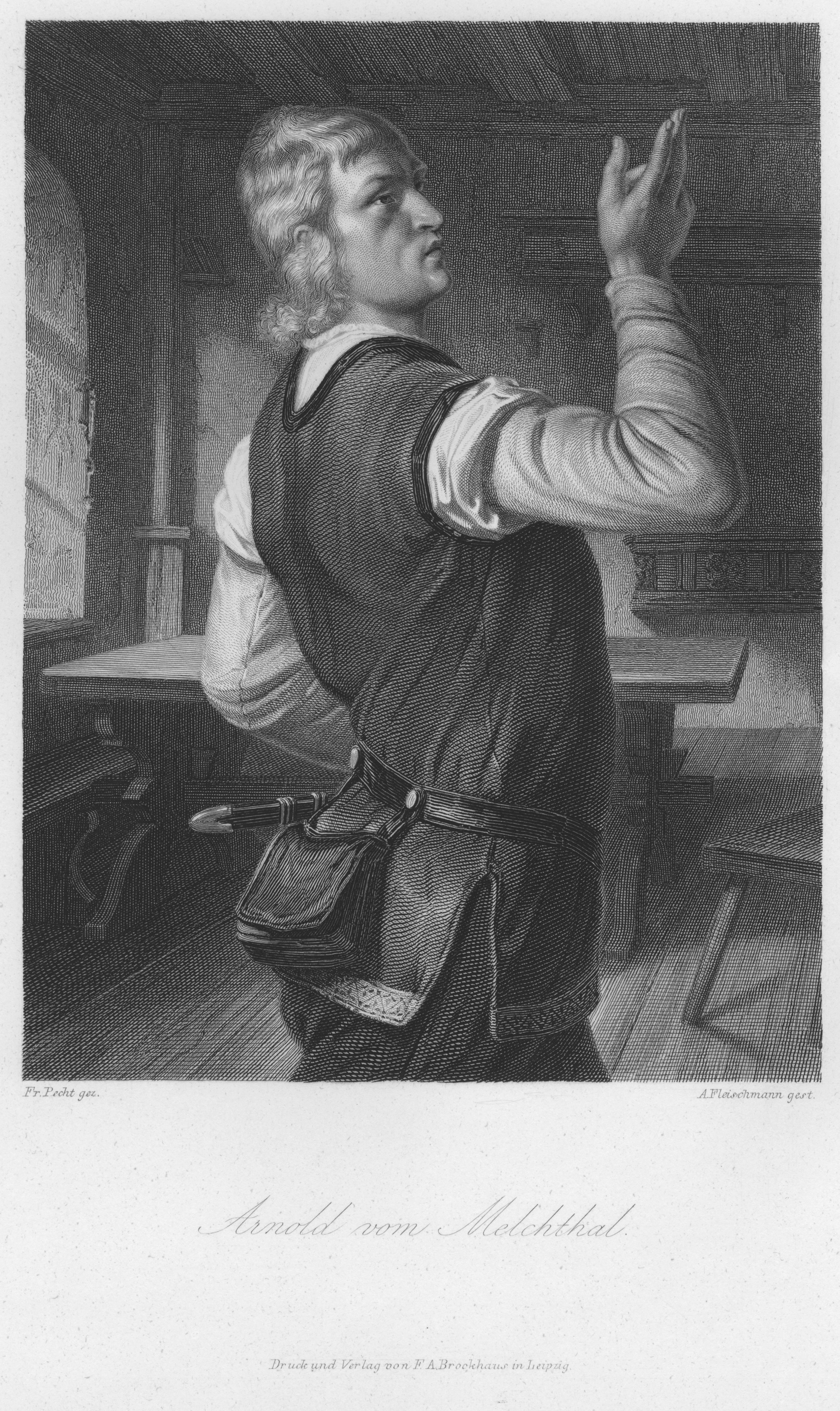
Arnold vom Melchthal
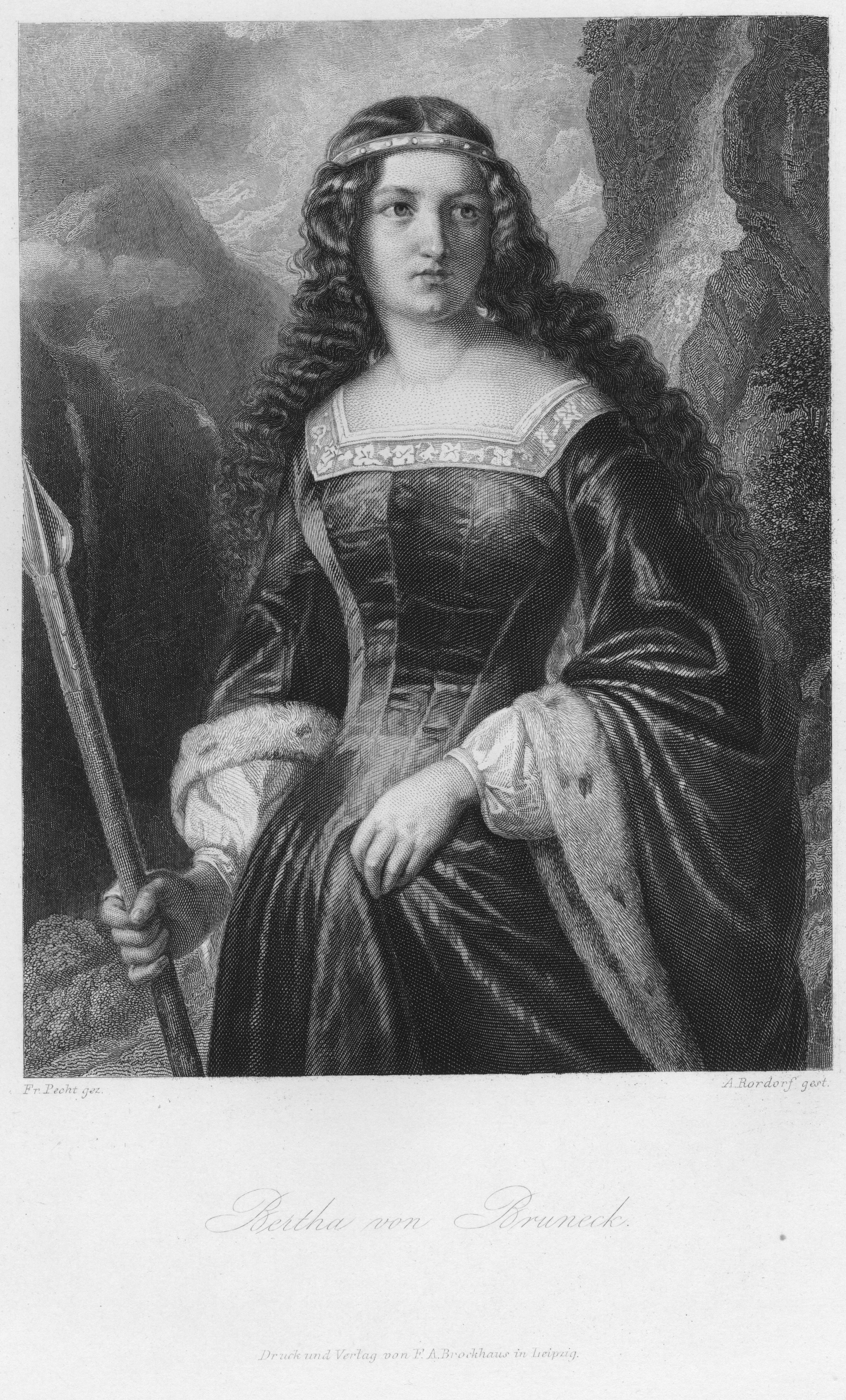
Bertha von Bruneck
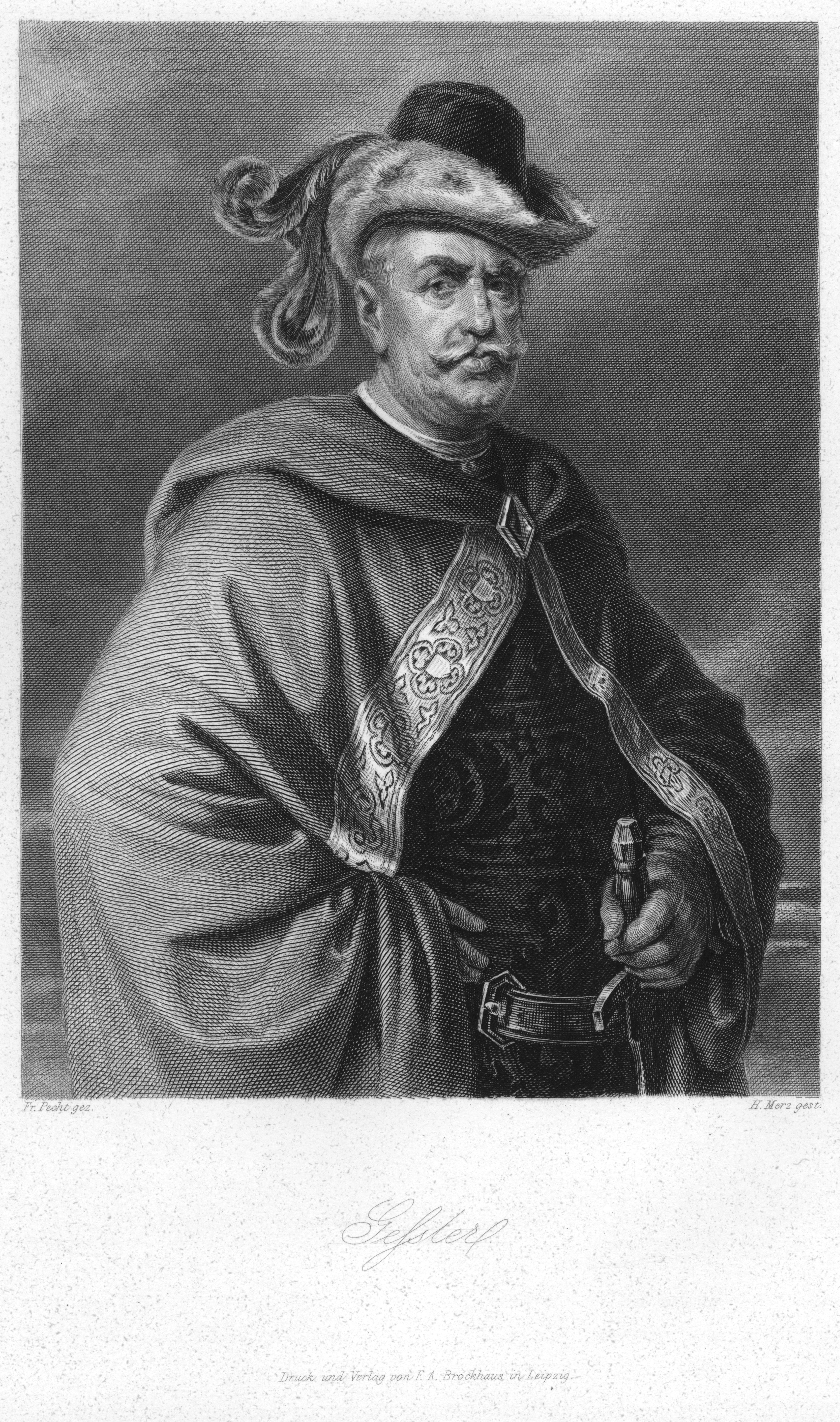
Gessler

## Geschichte

### Entstehung

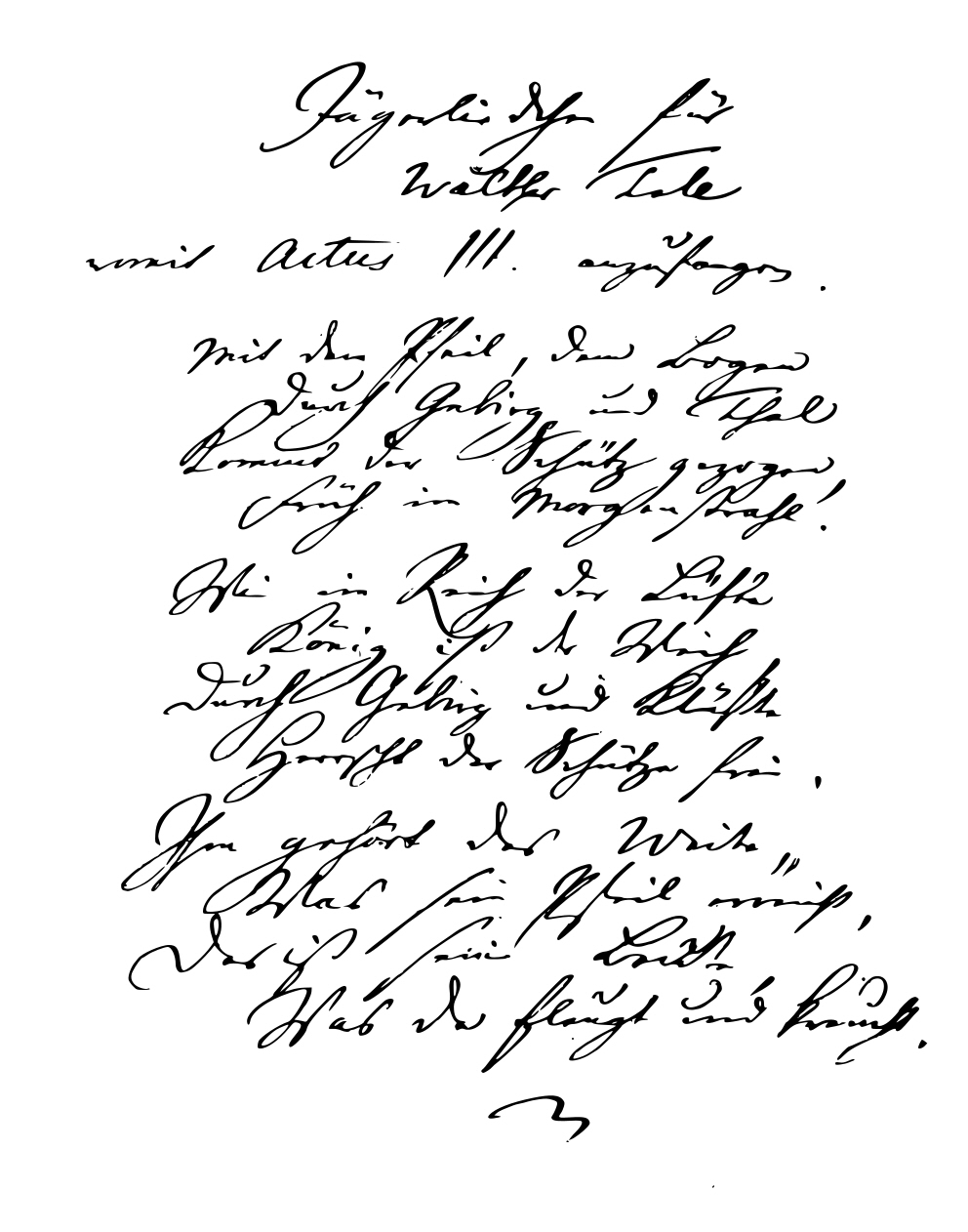
„Jägerliedchen für Walther Tell womit Actus III. anzufangen.“ Eines der wenigen erhaltenen Manuskriptblätter.

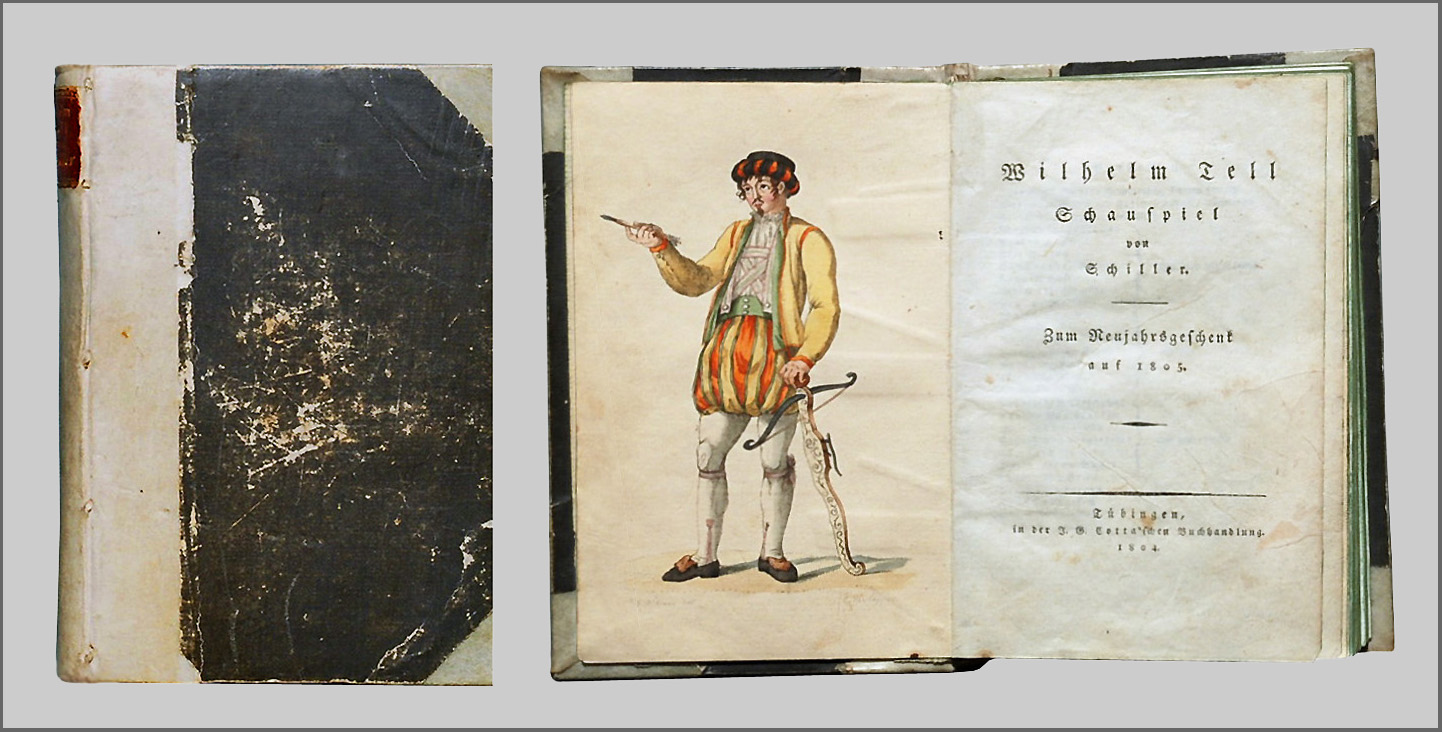
Erstdruck in zeitgenössischem Einband. Kolorierter Kupferstich von Melchior Kraus als Frontispiz.

Charlotte von Lengefeld, spätere Frau des Dichters, machte Schiller bereits 1789 mit der Tellsage bekannt, als sie ihm brieflich über die Lektüre der Geschichten schweizerischer Eidgenossenschaft Johannes von Müllers (Erscheinungsjahr 1780) berichtete. Goethe bereiste zwischen 1775 und 1797 dreimal die Innerschweiz und teilte Schiller im Oktober 1797 mit, dass er gerade wieder die „kleinen Cantone“ besuche und sich intensiv mit der Sage befasse (Brief vom 8. Oktober 1797). Die Gegend um den Vierwaldstättersee und die Gestalt des Wilhelm Tell faszinierte ihn. Er beschaffte sich die Schweizer Chronik von Tschudi und erwog zunächst, die Schweizer Befreiungssage selbst episch umzusetzen. Ob Goethe den Stoff dem jüngeren Schiller überließ oder dieser sich des Stoffes bemächtigte, ist nicht bekannt.
Von 1803 bis 1804 schrieb Schiller das Telldrama in fünf Aufzügen. In den ersten vier Aufzügen blieb er dabei bis in die Einzelheiten der Chronik von Tschudi treu. Obwohl er niemals in der Schweiz weilte, zeigte er eine bemerkenswert genaue Ortskenntnis, da er sich als Historiker gut zu unterrichten gewusst hatte.
Schiller stellte das Schauspiel 16 Monate vor seinem Tod fertig. Am 17. März 1804 wurde es am Weimarer Hoftheater uraufgeführt. Regie führte Schillers Freund Johann Wolfgang von Goethe, der damals Intendant des Theaters war.
Wilhelm Tell ist Schillers letztes vollendetes Bühnenwerk. Das Gelegenheitswerk Die Huldigung der Künste. Ein lyrisches Spiel entstand später, es umfasst aber lediglich zehn Druckseiten und wird üblicherweise nicht als Drama mitgezählt. Das Drama Demetrius blieb unvollendet.

### Rezeption
Im 19. Jahrhundert wurde der fünfte Aufzug entweder stark gekürzt oder gar nicht gespielt. Seit Ludwig Börne herrschte die Lesart vor, dass Schiller im fünften Aufzug eine problematische Auffassung der Befreiung zum Ausdruck bringe. Der Titelheld hätte statt des Apfelschusses gleich auf den Landvogt schießen und den „Heldentod“ in Kauf nehmen sollen – diese Auffassung entsprach dem Zeitgeist nach 1815.
Im „Dritten Reich“ wurde das Stück zunächst in die NS-Propaganda integriert. Propagandaminister Goebbels pries es in den ersten Jahren als „Führerdrama“, und es wurde entsprechend häufig aufgeführt. Die Hauptfiguren Tell und Werner Stauffacher wurden als ideale Führerpersönlichkeiten interpretiert, Tellzitate fanden sich in den meisten Lesebüchern. Schillers Motiv des gerechtfertigten Tyrannenmords, der Beifall des deutschen Theaterpublikums an den „unpassenden“ Stellen sowie auch mehrere Attentate auf Hitler (u. a. geplant von dem Schweizer Maurice Bavaud) scheinen jedoch zu einer völligen Abkehr der Nazis von dem Tellmythos geführt zu haben; die Änderung der Einstellung war so dramatisch, dass das Stück am 3. Juni 1941 auf Anweisung Hitlers zur Aufführung und für den Schulunterricht verboten wurde. 1941 war auch das Jahr, in dem die offizielle Schweiz das 650-jährige Bestehen der Eidgenossenschaft feierte. Damals wurde oft Bezug auf Schillers Wilhelm Tell genommen; so führte die Tellspielgesellschaft Altdorf am 1. August die Rütlischwurszene auf dem Rütli auf. Diese Bezugnahme auf Schillers Stück als Darstellung eines Einzelgängers, der Aufstand und Unabhängigkeit seines Landes durch ein Attentat auf den Reichsvogt auslöst, trug vermutlich dazu bei, dass es unter Hitlers Diktatur unerwünscht wurde.
Nach dem Untergang des „Dritten Reichs“ galt das Schauspiel wegen seines zivilisatorischen Gehalts, aber auch wegen seiner künstlerischen Form als wichtigstes Theaterstück im gymnasialen Deutschunterricht. Es wurde in den 1960er Jahren meist im 10. Schuljahr behandelt, heute auch schon davor (8. Schuljahr).
Am 10. Oktober 1989 brachte das Mecklenburgische Staatstheater Schwerin auf der Berliner Volksbühne eine mehr oder minder offen zur Revolution aufrufende Inszenierung zur Aufführung. Die staatlichen Ehrengäste verließen Türen schlagend den Theatersaal. Am Abend des Mauerfalles wurde das Schauspiel erneut in Schwerin aufgeführt – diesmal ohne Unterbrechung.
2004 wurde das Stück anlässlich seines zweihundertjährigen Jubiläums erstmals auf dem Rütli aufgeführt und zwar vom Deutschen Nationaltheater Weimar.
2006 erregte die Inszenierung des Regisseurs Samuel Schwarz im Theater St. Gallen die Aufmerksamkeit des Schweizer Feuilletons. Darin wird die Instrumentalisierung des Tellmythos durch die Propaganda der Nationalsozialisten thematisiert und durch Bezug auf antiamerikanisch-antiisraelische Mainstreamgedanken aktualisiert; auch verglich die Regie die Gestalt des Wilhelm Tell mit dem Amokläufer von Zug Friedrich Leibacher und dem islamischen Terroristen Mohamed Atta.

## Zur Interpretation
Schiller stellt in dem Bühnenwerk den kollektiven und individuellen Freiheitskampf der innerschweizerischen Einheimischen gegen die brutale Willkürherrschaft der habsburgischen Vögte dar. Die Urkantone Uri, Schwyz und Unterwalden verbünden sich gegen die Tyrannei – Alte und Junge, Frauen und Männer, Angehörige verschiedener Stände bzw. Schichten.

### Tell und Gessler
Der fromme Bergwildjäger Tell ist der „natürliche“, freiheitsliebende Tatmensch („Wer gar zuviel bedenkt, wird wenig leisten“), der der Willkür des sadistischen Vogts Gessler beherzt entgegentritt. Gessler verkörpert die gefühlsrohe Machtgier. Indem er Tell zwingt, einen Apfel vom Haupt des eigenen Kindes zu schießen, zeigt er seine widernatürliche Verkommenheit.
Tell handelt zu Anfang des Stückes als „natürlicher“ Mensch intuitiv und erläutert seine Handlungen eher wortkarg. Seine Weisheiten kleidet er in volkstümliche Sentenzen oder Gnomen: „Das schwere Herz wird nicht durch Worte leicht.“ Dann tritt eine Wandlung ein: Im vierten Aufzug spricht er vor dem Tyrannenmord einen Monolog. Durch den Gesslerschuss verliert er seine natürliche Unschuld. Seine Armbrust wird er danach nicht mehr benutzen. Im fünften und letzten Aufzug wird er zu einer fast schon philosophischen Gestalt.

### Die Rolle der Frauen
In dem Drama sind auffälligerweise je einmal Frauen aus allen drei Ständen radikaler als je die Männer: So ermutigt die Bäuerin Gertrud (die Stauffacherin) ihren Gatten Werner Stauffacher: „Zu Schwyz sich alle Redlichen beklagen ob dieses Landvogts Geiz und Wüterei […] Ihr seid auch Männer, wisset eure Axt zu führen“, und als er einwendet: „Wir Männer können tapfer fechtend sterben“, was aber werde aus den Frauen, da antwortet sie: „Der letzte Weg bleibt auch dem Schwächsten offen. Ein Sprung von dieser Brücke macht mich frei.“ – Die Adelige Berta gewinnt Rudenz für die gemeinsame Sache. – Und in der hohlen Gasse stellt sich Armgard, Gattin eines ohne Richterspruch eingekerkerten armen Wildheuers (Kleinbauern), mit ihren hungernden Kindern dem Vogt verzweifelt und beherzt in den Weg und bittet um die Freilassung ihres Mannes; als Gessler sie und ihre Kinder niederzureiten droht, durchbohrt ihn Tells Pfeil. Alle stehen betroffen, aber Armgard hebt eines ihrer Kleinen empor: „Seht Kinder, wie ein Wüterich verscheidet.“
Als Motivation für den „heiligen“ Zorn der Frauen führt Schiller im ersten Akt die Vergewaltigung der Frau Baumgartners durch den Vogt Wolfenschießen an.

### Das Recht auf Widerstand
In der Rütliszene legt Schiller der Gestalt des Werner Stauffacher seine Auffassung des individuellen und kollektiven Widerstandsrechts gegen die Tyrannei in den Mund:
„Nein, eine Grenze hat Tyrannenmacht, | wenn der Gedrückte nirgends Recht kann finden, | wenn unerträglich wird die Last – greift er | hinauf getrosten Mutes in den Himmel, | und holt herunter seine ew’gen Rechte, | die droben hangen unveräußerlich | und unzerbrechlich wie die Sterne selbst – | Der alte Urstand der Natur kehrt wieder, | wo Mensch dem Menschen gegenübersteht – Zum letzten Mittel, wenn kein andres mehr | verfangen will, ist ihm das Schwert gegeben – | Der Güter höchstes dürfen wir verteid’gen | gegen Gewalt […]“
„Der alte Urstand der Natur kehrt wieder“ – diese Formulierung verweist auf Schillers Auffassung des Naturrechts: Tell verkörpert Schillers Ideal des freien Menschen, der sich seiner vernunft- und sprachbegabten Menschennatur bewusst ist und sich von keinem anderen menschlichen Wesen unterjochen lässt. Der Widerstand gegen die Okkupationsmacht ist gerechtfertigt, weil die Innerschweizer Einheimischen mit ihrer Freiheit nichts Geringeres als ihre Menschenwürde verteidigen.

### Stellungnahme zur Revolution von 1789
Schiller setzt sich in dem Schauspiel nicht direkt mit der französischen Revolution auseinander, obwohl dies viele Zeitgenossen von ihm erwarteten. Die jakobinischen Revolutionäre hatten sich u. a. auf den Tellmythos berufen, als sie den französischen König enthaupteten, ebenso wie zahlreiche Adelige und ihnen opponierende Revolutionäre des Dritten Standes.
Es geht dem 45-jährigen Schiller vielmehr um die Bewahrung und Entwicklung des „Herrlichen der Menschheit“ überhaupt, wenn er sittlich entfaltete Individualität und rechtlich geordnete Kollektivität in einer Art Musterrevolution gegen die Willkürherrschaft zusammenführt (Rede des Freiherrn von Attinghausen auf dem Sterbebett, IV. Akt, zweite Szene). Schiller bezieht sich dabei auch auf die revolutionäre Erklärung der Menschenrechte von 1789. Das Spannungsverhältnis von individueller Freiheit und mitmenschlicher Solidarität ist, neben dem Recht auf Widerstand, eines der Hauptthemen des Dramas, das sich in den zahlreichen Notsituationen vielfältig widerspiegelt – von der Rettung Baumgartens vor seinen Verfolgern (I. Akt, 1. Szene), über den Rütlischwur (II. Akt, 2. Szene), über die unterlassene Demut vor dem Geßlerhut und über den Apfelschuss auf Walther (III. Akt, 3. Szene) bis hin zur Parricida-Szene (V. Akt, 2. Szene). Ebenso thematisiert Schiller aber auch in der Rütliszene die brutalen Auswüchse der Revolution und die jakobinische Schreckensherrschaft (La Terreur) 1793–1794, wenn er den Walter Fürst proklamieren lässt:
„Abtreiben wollen wir verhassten Zwang. | Die alten Rechte, wie wir sie ererbt | von unsern Vätern, wollen wir bewahren, | nicht ungezügelt nach dem Neuen greifen. […] Was sein muss, das geschehe, doch nicht drüber. | Die Vögte wollen wir mit ihren Knechten | verjagen und die festen Schlösser brechen, | doch, wenn es sein mag, ohne Blut.“

### Hintergrundfigur Napoleon
Die Ereignisse der Revolution waren nach und nach überdeckt worden von den französischen Eroberungen in den Nachbarländern. Napoleon wurde immer mehr zur beherrschenden Figur der europäischen Öffentlichkeit, sein stetiger Zugewinn an Macht war zu einem zentralen Thema geworden. Auch die Schweiz war inzwischen von französischen Truppen überwältigt, Napoleon hatte mit der Hilfe von Schweizer Unterstützern die Schweiz „revolutioniert“ und die von ihm abhängige „Helvetische Republik“ (1798–1803/1815) ins Leben gerufen. Gegen diese von außen angestoßene Staatsbildung und den fremden Machteinfluss richtete sich Widerstand verschiedener Schweizer Gruppierungen.
Schiller schrieb seinen „Tell“ in den Jahren 1803 bis 1804 und verfolgte selbstverständlich die Entwicklung. Auch das Heilige Römische Reich deutscher Nation war in den Jahren zuvor immer stärker unter den Einfluss Napoleons geraten, bereits im Jahr 1800 waren französische Truppen bis nach München vorgedrungen und hatten bei Hohenlinden den österreichischen Einfluss auf Bayern beendet. Im Frieden von Lunéville 1801 wurde die französische Annexion der linksrheinischen Gebiete des Reiches festgelegt, seither war Napoleons Macht weiter gewachsen, auch durch die Umformung des Heiligen Römischen Reiches deutscher Nation im Reichsdeputationshauptschluss 1803, bis er sich im Dezember 1804 mit eigener Hand zum französischen Kaiser krönen sollte.

Vor diesem Hintergrund ist die Konstellation zu sehen, die Schiller im „Tell“ zeigt: Ein landfremder Herrscher will die Einwohner von Schwyz, Uri und Unterwalden unterjochen. Es geht nicht allein um den Gegensatz „Oben-Unten“, sondern dieser ist verbunden mit dem Gegensatz „Fremd-Einheimisch“. Schiller selbst schrieb zu Beginn der Abfassung im Oktober 1803 in einem Brief, 
er „arbeite an dem Wilhelm Tell, womit ich den Leuten den Kopf wieder warm zu machen gedenke. Sie sind auf solche Volksgegenstände ganz erpicht und jetzt besonders ist von der schweizerischen Freiheit desto mehr die Rede, weil sie aus der Welt verschwunden ist“.
Schiller nennt den französischen Herrscher weder hier beim Namen, noch, verständlicherweise, im historischen Drama „Wilhelm Tell“. Walter Müller-Seidel verweist in seinem Werk „Friedrich Schiller und die Politik“ mehrmals auf die Anreicherung der „Tyrannei“-Thematik durch die „Fremdherrschafts“-Thematik. Schiller wird von ihm neben die preußischen Reformer wie Wilhelm von Humboldt oder Freiherr vom Stein gestellt, die die geistige Eigenständigkeit Preußens bzw. Deutschlands etablierten, um auf eine spätere militärische Befreiung nach außen hinwirken zu können. In dieser Hinsicht kann der „Tell“ vor dem Hintergrund der Zeitereignisse auch als nur wenig verkleideter Appell an die Schweizer und die Deutschen verstanden werden, sich der fremden „Tyrannei“ zu entledigen.